# Євстафієв Дмитро Олександрович
 Євстафієв Дмитро Олександрович   (*3 січня 1985, Гайсин) — український футболіст, півзахисник.
Вихованець ДЮСШ «Локомотив» (Котовськ), футбольної школи «Чорноморця».
До «Десни» перейшов з МФК «Миколаїв» 14 березня 2008 року. 4 лютого 2010 року уклав контракт з іншим клубом першої ліги «Геліос» Харків.